# Future Systems

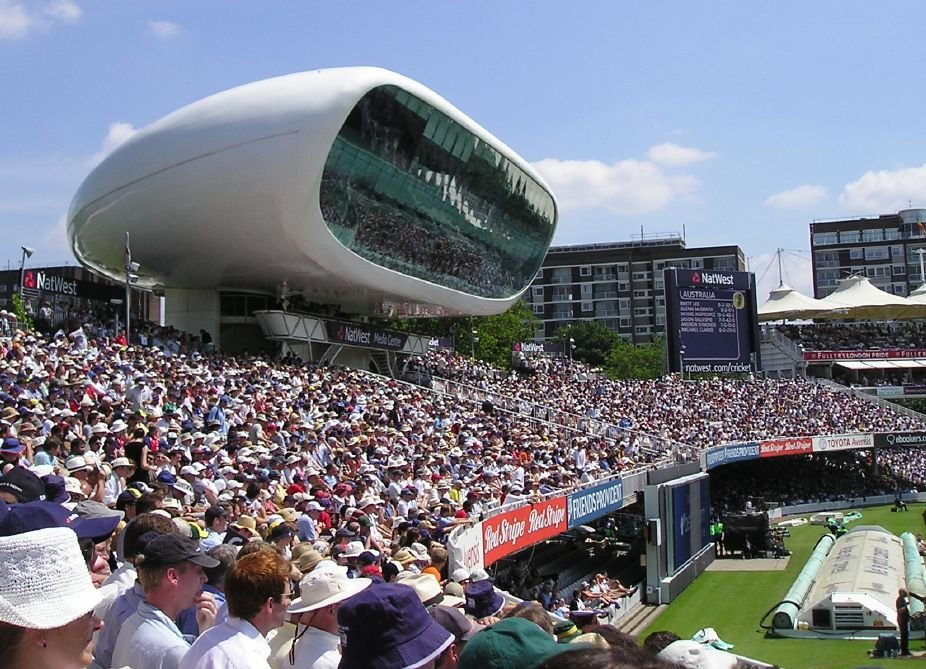
J.P. Morgan, la sala de prensa en Lord's Cricket Ground diseñada por Future Systems que fue galardonado con el premio Stirling en 1999.

Future Systems fue un estudio de arquitectura y diseño fundado en 1979 por Jan Kaplický y David Nixon y disuelto en 2009.

## Historia
Jan Kaplický y David Nixon habían trabajado, con anterioridad, para Denys Lasdun, Norman Foster, Renzo Piano y Richard Rogers. En 1979 se asociaron para crear Future Systems, con sede en Londres y el hecho de haber trabajado a las órdenes de estos arquitectos, quedaría patente en sus próximos trabajos, los cuales pueden ser clasificados como de Arquitectura High-tech. Asimismo, el conjunto de su obra ha sido descrita como arquitectura biónica debido a las formas amorfas y orgánicas de algunos de sus proyectos.
En 1989, también después de haber trabajado para Richard Rogers, entró a formar parte del equipo Amanda Levete, la cual se convertiría en socia. Durante la siguiente década, alcanzarían un notable reconocimiento, hasta el punto de que Kaplický fue galardonado con el premio Stirling en 1999.
A partir de entonces, la empresa recibiría los encargos más grandes, como la no construida Biblioteca Nacional Checa o el museo Enzo Ferrari en Módena.
En 2008 Kaplický y Levete decidieron dividir la sociedad, estableciendo el primero una sede de Future Systems en Praga y quedándose la segunda en la capital inglesa.
El 14 de enero de 2009, Kaplický falleció en la República Checa, y al poco tiempo, la empresa se disgregó. Actualmente, Amanda Levete está al frente de su estudio propio, Amanda Levete Architects (AL_A).